# موج‌سواری در المپیک تابستانی ۲۰۲۰
موج‌سواری یکی از ورزش‌های بازی‌های المپیک تابستانی ۲۰۲۰ است که از ۲۵ تا ۲۸ ژوئیه ۲۰۲۱ برگزار شد.
این مسابقات در دو بخش مردان و زنان در ۲ رویداد انجام شد.

## نتایج
| رویداد | طلا                              | نقره                            | برنز                 |
| مردان  | ایتالو فریرا · برزیل             | کانوا ایگاراشی · ژاپن           | اوون رایت · استرالیا |
| زنان   | کاریسا مور · ایالات متحده آمریکا | بیانکا بویتنداگ · آفریقای جنوبی | آمورو تسوزوکی · ژاپن |